# Johannes Werner Klein
Johannes Werner Klein, auch Werner Klein (* 24. Juni 1898 in Düsseldorf; † 9. März 1984 in Hamburg) war ein deutscher Philosoph. Er gehörte zu den Begründern der anthroposophisch orientierten Christengemeinschaft, mit der er 1929 brach. Er wandte sich darauf dem Nationalsozialismus zu. Ab 1945 wirkte er als freier philosophisch-religiöser Schriftsteller und Vortragsredner.

## Leben
Johannes Werner Klein war der Sohn eines Düsseldorfer Rechtsanwalts und einer Pfarrerstochter. Mit 17 Jahren meldete er sich als freiwilliger Soldat. Er wurde zum Offizier ausgebildet und kämpfte in Russland und an der französischen Front. Im Lazarett bei Sedan liegend, musste er im Frühjahr 1918 einsehen, dass der Krieg verloren war. Die Niederlage Deutschlands warf ihn in eine schwere Lebenskrise. Erst nach dem Abschluss des Versailler Friedensvertrages im Sommer 1919 entschied er sich zunächst für ein Studium der evangelischen Theologie an der Universität Marburg und suchte Friedrich Rittelmeyer auf, um mit ihm den Studienplan zu besprechen. Ab 1920 wechselte er zur Philosophie, als Schüler von Nicolai Hartmann.
Klein reiste im Februar 1920 zusammen mit seinem Studienfreund Martin Borchart nach Dornach, um Vorträge von Rudolf Steiner zu hören. Nach dem ersten Vortrag fragte er Steiner, ob es möglich wäre, eine „dritte Kirche“ (im Sinne Schellings), die über den Katholizismus und den Protestantismus hinausführte, zu begründen. Steiner bejahte dies, gab ihm praktische Ratschläge und fragte ihn, ob er denn eine genügende Anzahl Gleichaltriger dafür begeistern könnte. Klein fasste dies zunächst als einen an ihn persönlich gerichteten Auftrag auf, die Grundlagen für einen neuen Kultus allein zu erarbeiten, und erzählte niemandem von diesem Gespräch.
An Ostern 1921 traf er in Dornach beim Anthroposophischen Hochschulkurs Steiners auf Gertrud Spörri, eine Schweizer Theologiestudentin, die ihm von Steiners Antwort auf ihre ähnlich gerichtete Frage erzählte. Da erkannte Klein, dass es darum ging, gleichgesinnte Studenten zu finden, um gemeinsam zu beraten, wie man vorgehen wolle. Dies taten sie dann in Berlin, wo sie auf Emil Bock trafen, in Marburg und in Tübingen. Im Mai formulierten sie ihre Fragen in einem Brief an Steiner, den dieser mit der Ansetzung eines ersten Kurses für Theologen (12. bis 16. Juni 1921) in Stuttgart beantwortete.
Mit diesem Kurs (gehalten für 18 Theologiestudenten) war die entscheidende Weiche gestellt, die 1922 zur Gründung der Christengemeinschaft führte. Dort wirkte Klein als Pfarrer in Bremen und Hamburg. Dazu übernahm er von Anfang an als Oberlenker eine Führungsrolle, die dann 1929 nach seinem Ausscheiden an Gertrud Spörri weitergegeben wurde, welche ihrerseits 1933 aus der Christengemeinschaft austrat.
Nun sah er im aufkommenden Nationalsozialismus „(...) die gebärtüchtige Kraft des neuen Werdens“. Er trat zum 1. November 1932 der NSDAP bei (Mitgliedsnummer 1.371.671) und wurde Gauredner. Nach 1945 lebte er als freier Schriftsteller und Vortragsredner in Hamburg, wo er anscheinend mit einer Arbeit über Fichte zum Dr. phil. promovierte. Ein Versuch Emil Bocks, ihn bei einem persönlichen Besuch zu einem erneuten Wirken in der Christengemeinschaft zu bewegen, scheiterte.
Johannes Werner Klein fand seine letzte Ruhestätte auf dem Friedhof Ohlsdorf. Der Kissenstein in der Familiengrabstätte H. Robert befindet sich im Planquadrat P 11 zwischen der Cordesallee und den Feuerwehrgräbern.

## Werke

### AlsJohannes Werner Klein
- Baldur und Christus, Michael-Verlag (Christus aller Erde 3), München 1923
- Die Existenz im Angriff, Selbstverlag, Hamburg 1954
- Ihr seid Götter. Die Philosophie des Johannes-Evangeliums, Neske, Pfullingen 1967
- Leben... wofür? Ein Schicksal gibt Antwort, Christians, Hamburg 1979

### AlsWerner Klein
Es handelt sich hierbei um eine höchstwahrscheinliche Zuordnung.
- Thesen zwischen Tod und Teufel. Von der geistigen Bestimmung des Deutschen, Tazzelwurm, Stuttgart 1938
- Das Evangelium jenseits der Konfessionen, Tazzelwurm, Stuttgart 1939
- Meister Eckhart. Ein Gang durch die Predigten des deutschen Meisters, Tazzelwurm, Stuttgart 1940
- Nietzsches Kampf gegen den göttlichen Zwang, Tazzelwurm, Stuttgart 1940
- Fichtes Staatstheorie und seine sozialen Ideen, Hamburg: Phil. Diss. vom 5. September 1945